# Amityville Horror 4
Amityville Horror 4, auch Amityville: The Evil Escapes (Originaltitel Amityville 4: The Evil Escapes), ist ein Horrorfilm aus dem Jahr 1989 von Sandor Stern. Es handelt sich dabei um die Fortsetzung von Amityville III und somit um die dritte Fortsetzung von Amityville Horror aus dem Jahr 1979. Der Film wurde für den Sender NBC produziert.

## Handlung
Im Amityville-Horrorhaus auf Long Island in New York wird von sechs Priestern unter der Leitung von Pater Manfred ein Exorzismus durchgeführt. Dabei entweicht ein Geist und fährt in eine Stehlampe. Dabei schaltet er Pater Kibbler aus und lässt diesen bewusstlos liegen. Pater Manfred glaubt allerdings, das alle Geister nun ausgetrieben wurden.
Ein paar Tage später werden alle Einrichtungsgegenstände des Hauses bei einem Hausflohmarkt verkauft. Die Stehlampe wird an Helen Royce verkauft, die den Flohmarkt mit ihrer besten Freundin Rhona besucht. Helen will die günstige Lampe ihrer Schwester Alice zum Geburtstags als Teil einer Art Schrottgeschenktradition übergeben. Beim Säubern schneidet sie sich jedoch. Sie verschickt die Lampe an ihre Schwester, verstirbt jedoch kurz darauf an einer Tetanus-Infektion.
Eine Woche später erhält Alice ihr Geschenk. Vor kurzem nach Kalifornien gezogen, bewohnt sie zusammen mit ihrer Tochter Nancy sowie deren drei Kindern ein dreistöckiges Haus in der Nähe des Strands. Als sie die Lampe ausprobieren, verhalten sich die Tiere des Hauses seltsam. Kurz darauf bringt die Lampe die elektrischen Geräte durcheinander und tötet sogar den Papageien mit Hilfe eines Toasters. Außerdem schneidet sich der Freund einer der Töchter die Hand im Küchenabfallzerkleinerer ab.
Als der Klempner das Waschbecken richten will, tötet ihn die Lampe ebenfalls und lässt sein Auto zudem verschwinden. Eine der Töchter, die schweigsame Jessica, vermutet den Geist ihres Vaters in der Lampe.
Pater Kibbler erfährt schließlich von den Unglücken und fährt mit Vater Manfred zur Familie, wo bereits die Polizei den Fall untersucht. In einem mörderischen Showdown gelingt es der Familie die Lampe zu zerstören, nachdem der Exorzismus nicht durchgeführt werden konnte. Die Familie glaubt nun, den Geist vernichtet zu haben. Doch der tote Klempner befindet sich noch im Haus. Außerdem fährt der Geist von den Überresten der Lampe in die Katze der Familie.

## Drehorte
- Es wurde in der 402 East M St. in Wilmington, Kalifornien, eine Original-Nachbildung des Amityville-Hauses errichtet. Auch die Innenräume des Hauses wurden gefilmt.
- Die Außenaufnahmen für das Alice-Leacock-Haus wurde auf der James Sharp, 11840 W. Telegraph Rd, Santa Paula, Kalifornien, gedreht. Es handelt sich hierbei um eine historische Villa im italienischen Stil mit dem Baujahr 1890.
- Die Innenräume des Hauses der Großmutter wurden im Woodbury – Story House in Altadena, Kalifornien, gedreht.
- Für Außenaufnahmen diente das John Marshall Gymnasium in Kalifornien.

## Kritiken
„Solider Horrorfilm mit angemessenen Schockeffekten. Der inzwischen vierte Teil der Grusel-Serie über das wohlbekannte besessene Haus an der Ostküste der USA verlegt die Machenschaften des Bösen nach Kalifornien. Regisseur Sandor Stern (‚Glitz – Die Macht des Geldes‘) jongliert bei dieser Videopremiere zeitweise gekonnt, wenn auch nicht immer originell, mit Zitaten (z. B. ‚Der Exorzist‘) und Versatzstücken des Genres. Das Ergebnis sollte durchaus in der Lage sein, an die Erfolge früherer ‚Amityville‘-Schrecken anzuknüpfen.“

## Veröffentlichungen
Der Film wurde in den USA als VHS bei Vidmark Entertainment herausgebracht. 2003 und 2007 folgte dann eine Veröffentlichung auf DVD durch Allumination Filmworks. In Deutschland wurde der Film am 16. Oktober 1990 von IMV auf Video veröffentlicht. In 2020 folgte ein Release auf DVD (Cargo Records & WMM) und 2023 auf Blu-ray (WMM).